# Michel Lagrange (poète)
Pour les articles homonymes, voir Lagrange.
Michel Lagrange (né le 19 août 1941 à Boulogne-Billancourt) est un poète français.

## Biographie
Il écrit dès l'âge de 15-16 ans.
Agrégé de lettres, il publie des recueils de poèmes depuis 1977. Ses œuvres lui valent les phrases élogieuses de René Char et de Marguerite Yourcenar.
Dans les années 1980, il enseigne les lettres classiques à Châtillon-sur-Seine. Il est professeur honoraire au lycée Désiré Nisard dans cette ville.
Officier des Arts et Lettres, il est aussi Chevalier de l’Ordre National du Mérite.

## Œuvres
- Les Voyageurs du feu, Éditions Chambelland, 1977
- Initiales d'un paradis, Éditions Chambelland, 1979
- Un chemin dans la mer, Éditions de St Germain des Prés, 1983
- Noces de marbre, Éditions de St Germain des Prés, 1985
- L'Impromptu de Dijon, Éditions de l’Aleï, 1985 (Prix de l'Académie de Dijon 1985)
- Quelle éternité, mon amour ?, Éditions du Jacquemart, 1988 (Prix Marie-Noël 1988, Prix Sivet de l’Académie française 1988[6])
- La Noria, Thierry Bouchard, 1988
- La Résurrection de Lazare, Revue Voix d'Encre 1991
- Le Guetteur au bord de l'abîme, Éditions Voix d'Encre, 1992
- Le château minuscule, Éditions Ulysse Fin de Siècle, 1994
- Célébration de l'oie du Nil, Éditions de l’Harmattan, 1996 (réédité en 2001)
- L'hésitation n'est pas un nom de dune, Éditions Voix d’Encre 1999 (avec des encres de Pierre Soulages)
- Parole du geste, 18 poèmes et 9 gravures sur bois de Bernard Foucher (55 exemplaires numérotés sous coffret. Composition typographique de Jean Hofer. Préface de Jean-Philippe Lecat), Éditions de l’Alphabet Existentiel, 1999
- Mémorial fin de siècle, Poème (Livre-stèle de Bernard Foucher. Marbre et bois. Bois typographié par Jean Hofer), Éditions de l’Alphabet Existentiel, 2001
- Mémoire Poème (Livre-stèle de Bernard Foucher. Marbre et bois. Papier typographié par Jean Hofer. Présentation sur socle d’altuglass), Éditions de l’Alphabet Existentiel, 2001
- Les vérités d'un fleuve (Livre peint. Poème et aquarelle originale en continu de Bernard Foucher, développés sur 6 mètres de long, d’après une maquette de Jean Hofer, 28 exemplaires numérotés sous coffret), Éditions de l’Alphabet Existentiel, 2001
- Fiction industrielle Passion textile (Poème sur des photographies de Bernard Béros), 2002
- La Constellation des méduses, Éditions Librairie-Galerie Racine, Paris. 2002
- Trois cygnes sur la corne d'or, Éditions de l’Harmattan, 2002
- Actes du temps (12 poèmes manuscrits, illustrés d’aquarelles de Bernard Foucher, 10 exemplaires numérotés sous coffret), Éditions de l’Alphabet Existentiel, 2004
- Soupçons du noir (Ouvrage imprimé sur vélin d’Arches, à 90 exemplaires numérotés et signés par l’auteur et le peintre Pierre Soulages, qui a enrichi le poème d’une sérigraphie), Éditions Virgile, 2006
- Le Cri de la lumière (livre-stèle diptyque de Bernard Foucher, édité à 15 exemplaires numérotés et signés), Éditions de l’Alphabet Existentiel, 2006
- Les Morts de Sébastien Danger, Éditions Galilée, 2007 (Prix Bourgogne 2007)
- Célébration du pain dans L'art français du pain de Jacques Mabille, Éditions Idelle, 2008
- Contre-Jours, Editions Galilée, 2009
- Deuillants, Pleurante et Fraternels, A&R éditions, Photos Béros. Créé en cantate par Jean-Louis Gand en 2013 par le quatuor Manfred.
- Eclats d'enfance, éditions de l'Armançon, 2012
- L'Ambiguïté de Champmol est partout et nulle part, A&R éditions, Photos Béros, 2013
- Voyage Oblique, Photos Béros, A&R éditions, 2014
- Le Dernier Jour de Saint Bernard. Clairvaux Prison-Prière, A&R éditions, Photos Béros, 2015
- Un Petit Arpent de Vie (photographies de Béros) A&R éditions, 2018
- Mythologies de la Mémoire (Florence... Venise...) Photographies de Béros A&R éditions 2019
- Un Homme à l'Abandon sauvé par le Poème (Prix de poésie Yolaine et Stéphen Blanchard. 2019
- Un Divan d'Orient et d'Occident (Patrick Ringgenberg documents photographiques et poèmes en regard A&R éditions 2019
- Le Musée National de l'Iran. Arts islamiques. Patrick Ringgenberg et Michel Lagrange. Candle et Fogg publishing. 2019
- Quatre textes concernant un hommage à Pierre-Yves Trémois Un Artiste un Homme un Siècle. El Viso éditeur. 2022
- Partir vers je ne sais quel Ciel Cabédita éditeur. 2021
- Hommage à Monseigneur Minnerath Les Grandes Heures de la Cathédrale de Dijon. 2022
- Seconde Main, une collection bilingue de 13 poèmes inspirés par des toiles de l'artiste contemporain David Carmack Lewis, traduits en anglais par Marc de Faoite. 2024
- Camera Obscura, 2024 (ISBN 979-10-415-4587-2, présentation en ligne), une sélection de 42 poèmes inspirés par les toiles de l'artiste contemporain Dominique Meunier.